# Trung An, Củ Chi
Trung An là một xã thuộc huyện Củ Chi, Thành phố Hồ Chí Minh, Việt Nam.
Xã Trung An có diện tích 19,99 km², dân số năm 2021 là 26.809 người,  mật độ dân số đạt 1.341 người/km².